# Sabelantilope
De sabelantilope of zwarte paardantilope (Hippotragus niger) is een Afrikaanse antilope uit de onderfamilie der paardantilopen. Zijn nauwste nog levende verwant is de roanantilope (Hippotragus equinus). De sabelantilope is door het IUCN geclassificeerd als niet bedreigd, maar de Angolese ondersoort, de reuzensabelantilope (Hippotragus niger variani), is in kritiek gevaar en gaat nog steeds in aantal achteruit.

## Kenmerken
De sabelantilope is een grote antilopesoort met een stevige nek, stevige schouders, een lange snuit, grote, gepunte oren en een lange staart. De vacht van het mannetje is glanzend zwart. Vrouwtjes en jonge dieren zijn bleker en meer kastanjebruin dan zwart van kleur. De buik is wit, evenals de kin, de mond, de binnenzijde van de oren en twee brede strepen langs de zijde van de kop. De buitenzijde van de oren en de hoofdkruin zijn licht kastanjebruin van kleur. Van de nek tot de schouders loopt een rechtopstaande maan. De hoorns zijn tot 154 centimeter lang. Ze zijn zeer geringd en achterwaarts gebogen. De hoorns van een vrouwtje zijn korter dan die van een mannetje.
De sabelantilope heeft een kop-romplengte van 190 tot 255 centimeter, een schofthoogte van 117 tot 143 centimeter en een staartlengte van 40 tot 75 centimeter. Mannetjes zijn zwaarder dan vrouwtjes: een mannetje is tussen de 200 en 270 kilogram zwaar, een vrouwtje tussen de 190 en 230 kilogram.

## Verspreiding en leefgebied
De sabelantilope komt voor in het zuiden en oosten van Afrika, in het noordoosten van Zuid-Afrika, Botswana, Noordoost-Namibië, via Zambia, Zimbabwe, Mozambique, Malawi, zuidelijk Congo-Kinshasa, Tanzania en Kenia. Geïsoleerde populaties leven langs de Keniaanse kust en in Angola.
Hij leeft in bosrijke savannes en de open Miombo-bossen. In het droge seizoen, van juni tot september, wanneer het Miombo-bos wordt geteisterd door branden en lokale waterbronnen opdrogen, trekt hij naar de mbuga's, graslanden op de bodem van valleien, in de buurt van permanent water. Wanneer in oktober de regentijd begint, en de grond in de mbuga's modderig wordt, trekt hij weer terug de Miombo-bossen in.

## Leefwijze
De sabelantilope eet voornamelijk jong of middelhoog gras en kruiden, maar eet soms ook bladeren en scheuten. De sabelantilope moet om de dag drinken en zal dan ook zelden ver van water te vinden zijn. Hij is voornamelijk vroeg in de ochtend, laat in de middag en 's avonds actief.
De sabelantilope leeft in kudden van tien tot dertig dieren, bestaande uit vrouwtjes met hun kalveren. Deze kudden behoren tot een grotere groep van rond de honderd dieren. Dieren uit verschillende groepen zijn agressief tegen elkaar. Mannetjes volgen soms deze groepen, maar meestal leven ze apart van de vrouwtjes in territoria. Mannetjes vechten regelmatig met andere mannetjes. Ze laten zich door de knieën zakken en worstelen met hun hoorns. Soms raakt een dier zwaargewond, maar dit is zeldzaam. Een voorbijtrekkende kudde probeert hij in zijn territorium te houden, waarbij ieder vrouwtje in oestrus wordt gedekt.

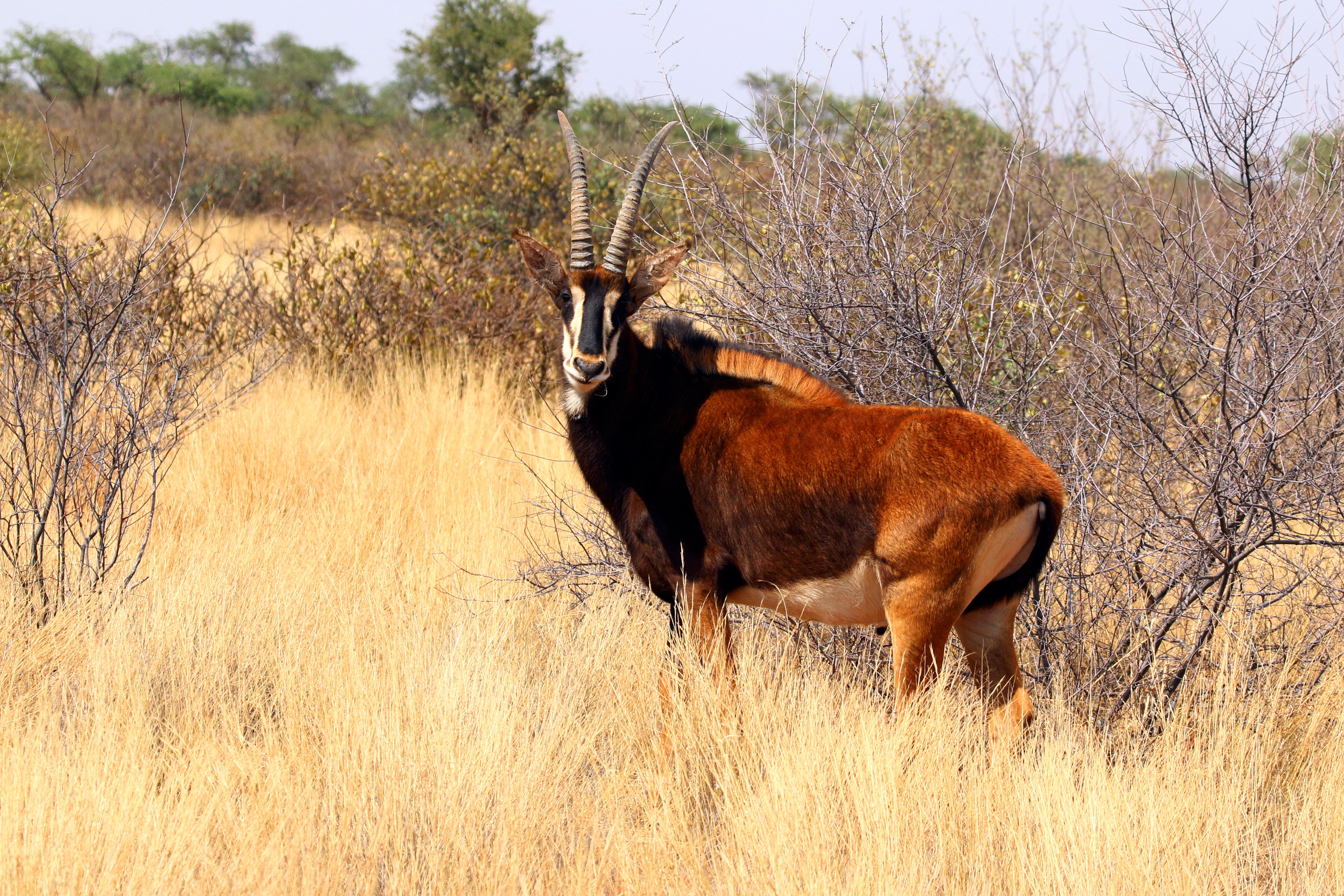
Een jonge mannelijke sabelantilope in een privéreservaat in de Noord-Kaap.

## Voortplanting
Na een draagtijd van 240 tot 280 dagen wordt één zandkleurig kalf geboren. Hij blijft drie weken lang verborgen in de vegetatie, waarna hij zich bij andere jonge dieren voegt in de kudde van zijn moeder. Zijn moeder zoekt hij enkel op om te zogen. Als mannetjes drie jaar oud zijn, worden ze uit de groep gejaagd. Ze sluiten zich dan aan bij vrijgezellengroepen, bestaande uit twee tot twintig jonge mannetjes. Vrouwtjes krijgen meestal na drie jaar hun eerste kalf. De sabelantilope wordt ongeveer zeventien jaar oud.